# 比尔普拉
比尔普拉（Bilpura），是印度中央邦Jabalpur县的一个城镇。总人口11812（2001年）。

## 人口
该地2001年总人口11812人，其中男性6208人，女性5604人；0—6岁人口1524人，其中男800人，女724人；识字率69.65%，其中男性为77.96%，女性为60.44%。